# Sowerby
Sowerby is een civil parish in het bestuurlijke gebied Hambleton, in het Engelse graafschap North Yorkshire met 4249 inwoners.